# ジュアン・サントス・ダ・シウヴァ
ジュアン（Juan）ことジュアン・サントス・ダ・シウヴァ（ポルトガル語: Juan Santos da Silva、2002年3月7日 - ）は、ブラジルのサッカー選手。ポジションはFW。

## クラブ歴
2019年12月9日に行われたカンピオナート・ブラジレイロ・セリエAの最終節でスターティングイレブンに名を連ねてサンパウロFCのトップチーム初出場、52分にジエゴ・コスタと交代した。
2024年7月26日、サウサンプトンFCへの移籍が発表された。
2024年8月16日、ギョズテペSKにレンタル移籍した。

## 代表歴
U-17代表として2019 南米U-17選手権に参加した。